# Tizayuca
Tizayuca là một đô thị thuộc bang Hidalgo, México. Năm 2005, dân số của đô thị này là 56573 người.